# Atractus fuliginosus
Espèce
Synonymes
- Coluber fuliginosus Hallowell, 1845

Atractus fuliginosus  est une espèce de serpents de la famille des Dipsadidae.

## Répartition
Cette espèce est endémique du Venezuela. 

## Publication originale
- Hallowell, 1845 : Descriptions of reptiles from South America, supposed to be new. Proceedings of the Academy of Natural Sciences of Philadelphia, vol. 2, p. 241-247 (texte intégral).